# Portador da Paixão
No cristianismo ortodoxo, um Portador da Paixão (russo:  страстотéрпец, tr. strastotérpets; IPA: [strəstɐˈtʲerpʲɪts]) é um dos vários títulos habituais para santos usados nas comemorações dos serviços divinos ao lembrar os santos no calendário da Igreja, por exemplo, o czar Nicolau II, canonizado como "São Nicolau, o Portador da Paixão" pela Igreja Ortodoxa Russa, juntamente com sua família, que foi executada pelos bolcheviques em 1918 e os irmãos Boris e Gleb.
Um portador da paixão é uma pessoa que enfrenta a sua morte uma maneira parecida com a de Cristo. Ao contrário de mártires, portadores da paixão não são explicitamente mortos por sua fé, embora mantenham esta fé com piedade e verdadeiro amor de Deus. Assim, todos os mártires são portadores da paixão, mas nem todos os portadores de paixão são mártires.
Portadores da paixão notáveis incluem os irmãos Boris e Gleb, bem como toda a Família Imperial da Rússia que foi executada pelos bolcheviques em 1918.